# Apocaulus dargei
Apocaulus dargei là một loài bọ cánh cứng trong họ Cerambycidae.